# Tetlin National Wildlife Refuge
Das Tetlin National Wildlife Refuge ist ein 2833 km² großes Schutzgebiet im National Wildlife Refuge System der Vereinigten Staaten. Das Refuge liegt im Osten von Alaska an der Grenze zum kanadischen Territorium Yukon. Der Alaska Highway bildet für 105 km die nördliche Grenze. Im Westen liegt die Alaskakette und südlich schließt der Wrangell-St.-Elias-Nationalpark  an. Die Verwaltung des Schutzgebiets befindet sich in Tok.
Das Tetlin National Wildlife Refuge liegt in einer von Wäldern, Feuchtgebieten, Tundra, Seen, Bergen und Gletscherflüssen bestimmten Landschaft. Der Großteil des Gebiets besteht aus hügeligem Flachland, nur im Südwesten erhebt sich mit den vergletscherten Mentasta Mountains ein Gebirgszug.

## Tierwelt
Die Vegetation des Schutzgebiets besteht aus von Feuchtgebieten und Flüssen durchzogenen borealen Wäldern, Tundra und Buschland. 115 der 186 gesichteten Vogelarten wie der Trompeterschwan, der die entlegenen Seen und Tümpel aufsucht, nutzen das Gebiet als Nistplatz. 25 Arten leben hier auch im Winter.
Elche ernähren sich von den Pflanzen der Feuchtgebiete und Karibus durchwandern das Refuge auf dem Weg zwischen ihren Sommer- und Winteraufenthaltsorten. Dall-Schafe leben an den Berghängen im Süden. Neben Luchs, Marder, Nerz, Bisamratte, Biber und Wolf haben auch Grizzly und Schwarzbär im Refuge einen Lebensraum.

## Geschichte
Bis ins späte 19. Jahrhundert lebten Athabasken weitgehend ohne Kontakt zur Außenwelt am Tanana River in der Region des heutigen Schutzgebiets. Sie ernährten sich als Jäger und Sammler und folgten den Wanderrouten der Karibus. Russische Forschungsreisende erkundeten zu jener Zeit den Unterlauf des Copper Rivers, ohne jedoch bis in das Gebiet des Tanana vorzudringen. Erst 1885 erreichte eine Expedition der United States Army das Tal des Tanana. Frühe Kontakte der Athabasken mit Europäern erfolgten mit Händlern, die den Yukon befuhren.
Der Bau des Alaska Highways 1942 trug viel zur Erschließung des Tanana-Tals bei. 1980 wurde im Rahmen des Alaska National Interest Lands Conservation Acts das National Wildlife Refuge gegründet. Im Gegensatz zu den meisten Nationalparks dient das Reserve auch dazu, den Ureinwohnern, als locals bezeichnet, ihre traditionelle Lebensweise zu ermöglichen. Das Schutzgebiet wird von der Weltnaturschutzunion in der Kategorie IV (Biotop- und Artenschutzgebiet) geführt.

Landschaften des Tetlin National Wildlife Refuge
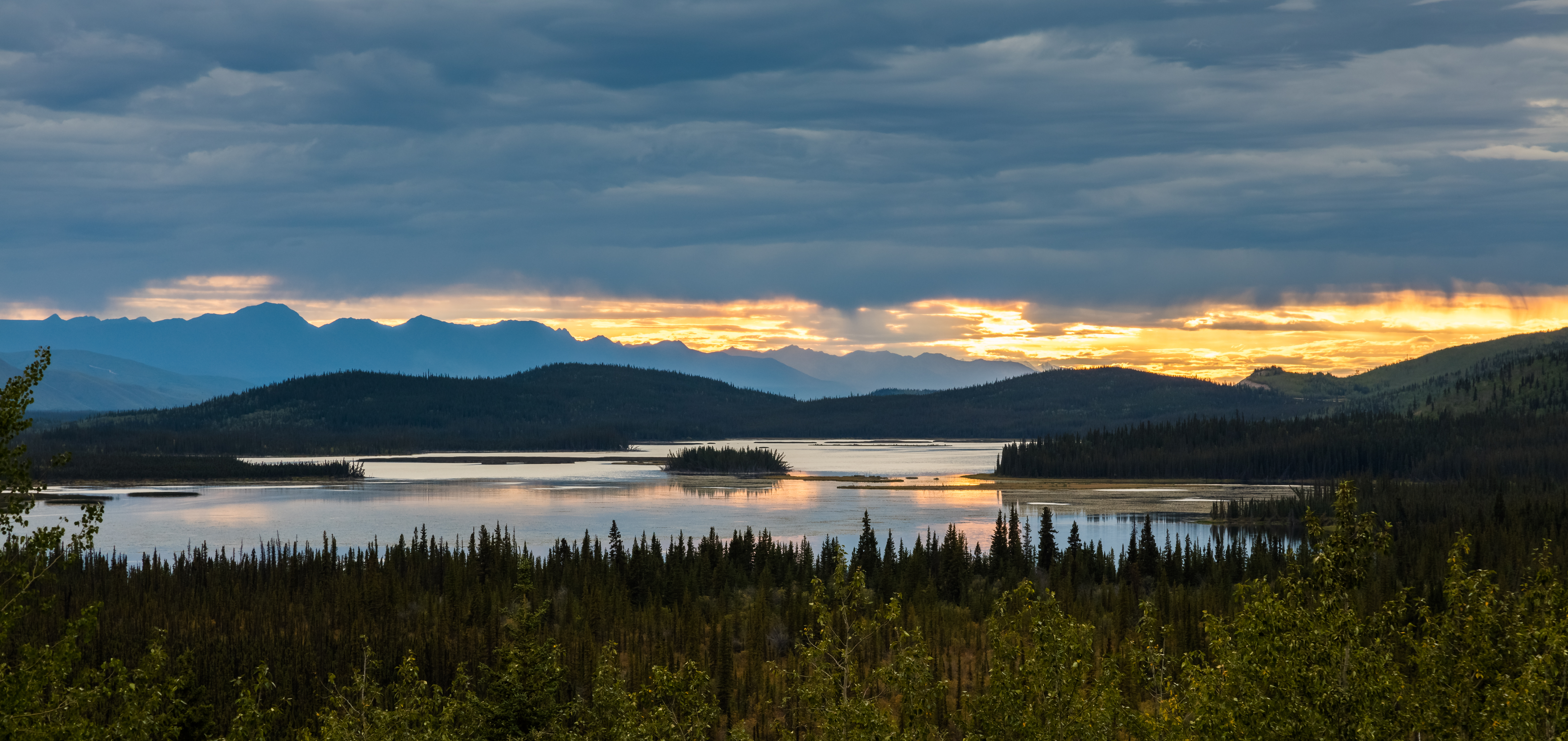
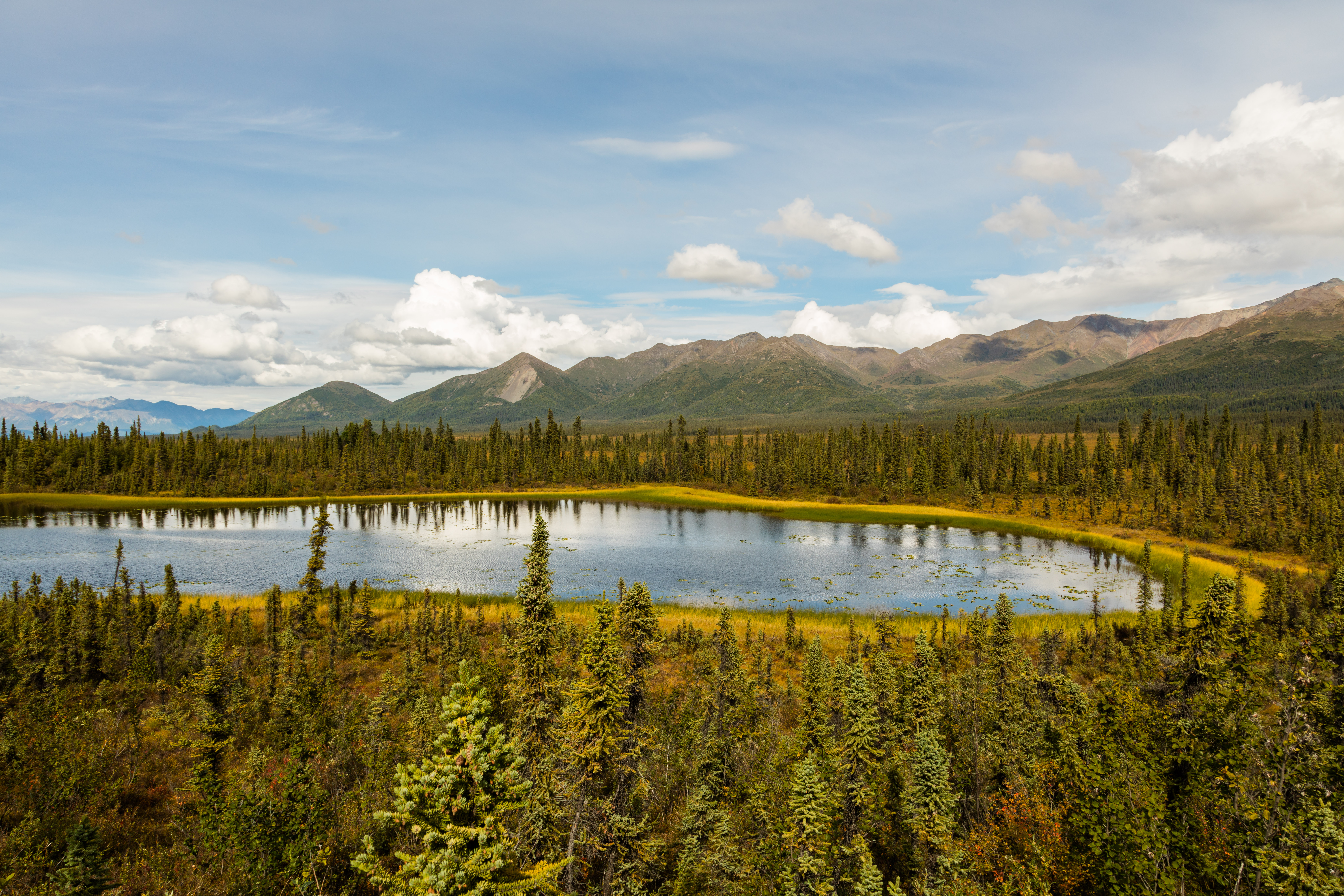
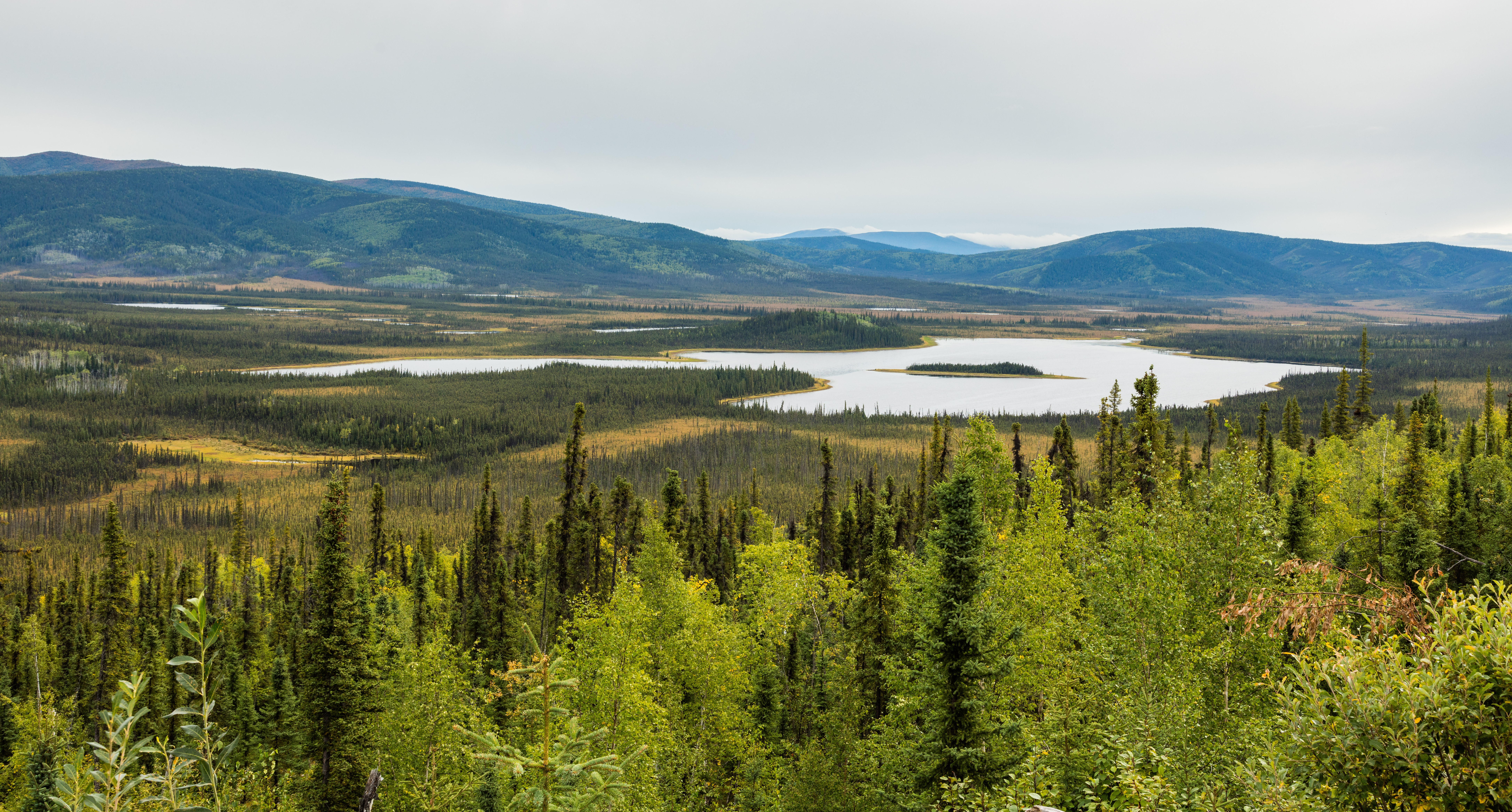